# 布西發拉斯

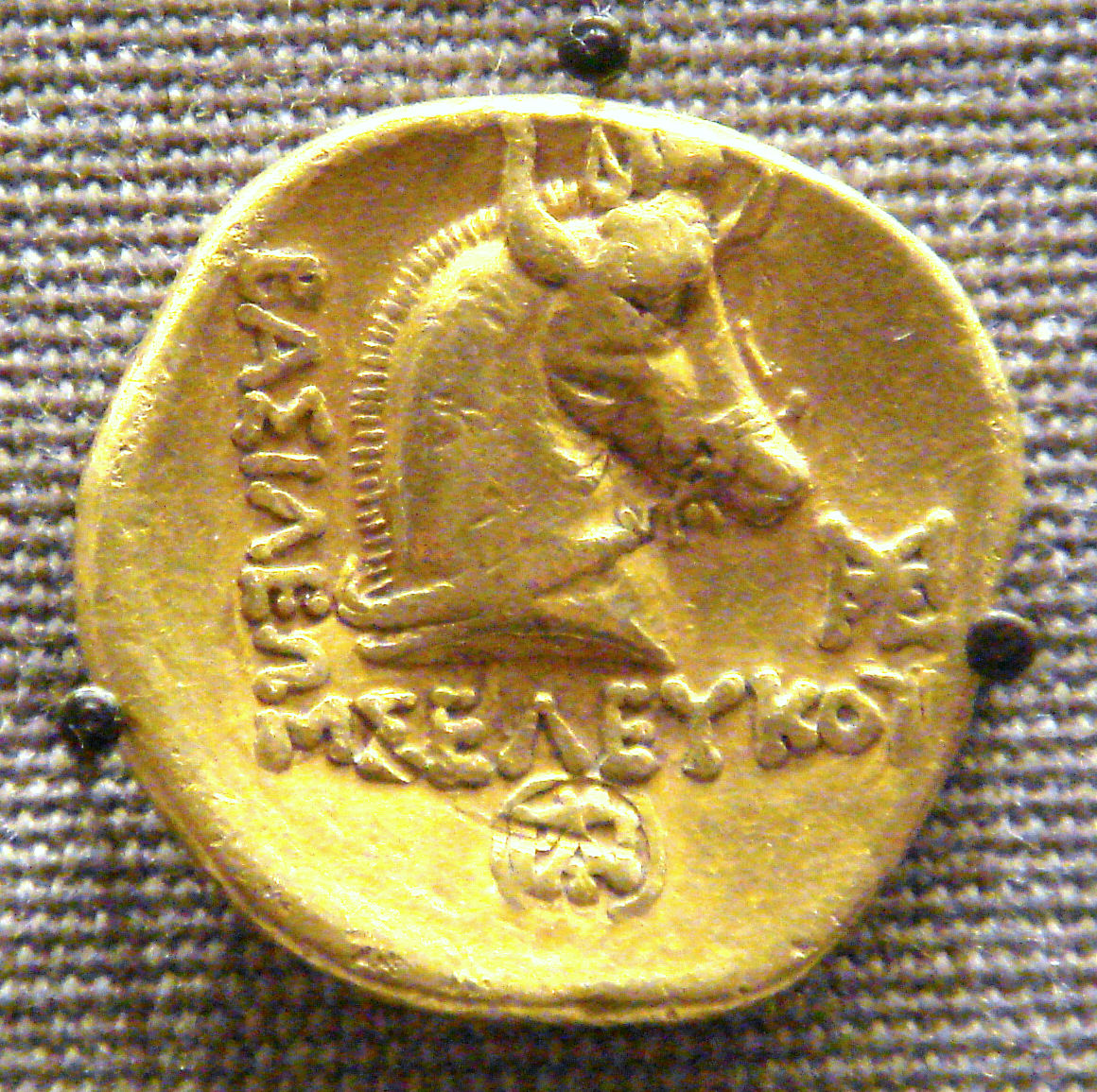
亞歷山大部將塞琉古一世所發行的錢幣，上頭是布西發拉斯的形象.

布西發拉斯（古希臘語:Βουκέφαλος；Bucephalus 或 Buchephalas ；約前355年－前326年），牠是亞歷山大大帝的愛馬，名字βούς 即「公牛」的意思，κεφαλή 即「頭」，合起來就是「牛頭」。
布西發拉斯是古代最令人知名的真實馬匹之一，古代記載布西發拉斯死於前326年希達斯皮斯河戰役後不久，埋葬於今日的巴基斯坦傑赫勒姆。

## 馴服布西發拉斯
據阿利安描述布西發拉斯體格雄偉、精神剛烈。牠的名字來由可能是因為頭上烙有一塊牛頭印的標記，或是可能牠是一匹黑色的駿馬，但頭上有著一塊像牛頭的白斑。布西發拉斯很有可能是色薩利種的良駒。
普魯塔克記載了年輕亞歷山大馴服布西發拉斯的故事。當亞歷山大僅有13歲時，一個色薩利馬商帶著布西發拉斯求見馬其頓國王腓力二世，並以天價13塔蘭同兜售。然而腓力二世帶著他的夥友於原野試騎時，發現布西發拉斯性子很激烈，根本無法駕馭。腓力認為這一匹野性未馴的馬匹沒什麼用，正準備要放棄時，在旁觀看的亞歷山大出聲感到惋惜。腓力二世聽到亞歷山大對腓力的夥友們馴馬技術不佳的評語後不是很高興，亞歷山大就跟自己父親打賭，如果自己無法馴服布西發拉斯的話，自己就要自己出錢買下牠。
於是亞歷山大跑到布西發拉斯旁邊，先把馬頭轉到正對陽光處，因為亞歷山大觀察到牠是看到自己影子的晃動才感到畏懼和慌恐。接著亞歷山大慢慢引導牠走幾步，只要布西發拉斯開始急躁時，亞歷山大就用手輕撫牠的背部。然後亞歷山大一躍而上了馬背，就把布西發拉斯馴服的服服貼貼，亞歷山大於是讓布西發拉斯開始急奔，所有的動作都相當平順。起初腓力二世和他的夥友們一開始都相當擔心亞歷山大的安危，當亞歷山大與布西發拉斯急奔回來，所有人都為他喝采。
普魯塔克寫到據說當時腓力二世因高興而流下興奮的眼淚，他向亞歷山大說:「啊，我兒！去找一個配得上你的王國吧！馬其頓對你而言實在太小了。」

## 亞歷山大和布西發拉斯

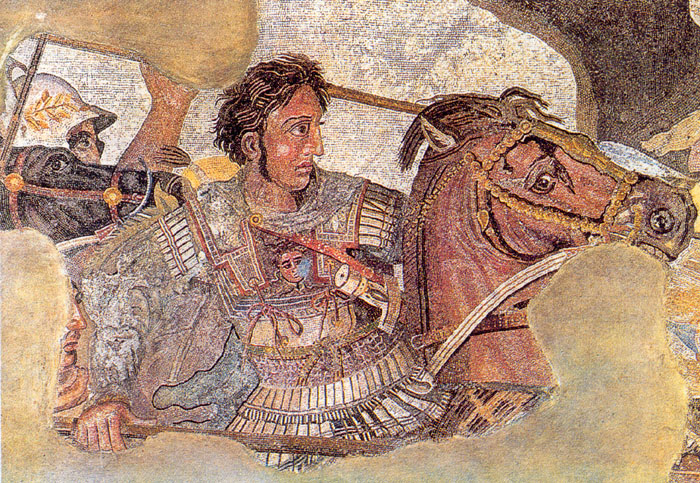
亞歷山大馬賽克中，亞歷山大大帝和布西發拉斯在伊蘇斯戰役中的肖像。

作為亞歷山大大帝的座騎，布西發拉斯和牠的主人經歷大大小小的戰爭，牠的傳說讓古代直至今日的藝術家開啟許多想像空間，許多描繪亞歷山大的英勇場景同時，布西發拉斯同樣被一起繪出。亞歷山大相當喜愛他的這匹戰馬，在某次東征的路上，亞歷山大不小心把牠給遺失了，煩憂的亞歷山大就在當地發出公告，若當地人不幫他把布西發拉斯找出來，他就要把全區域的人全都殺光。公告發出不久後，立刻有人把布西發拉斯給帶回來。
布西發拉斯除了曾被亞歷山大騎過外，就沒有給其他人騎過了，因為牠也不讓其他人騎。儘管布西發拉斯陪著亞歷山大出生入死好幾次，但似乎亞歷山大並不是只有這匹戰馬，據普魯塔克記載，亞歷山大大帝在格拉尼庫斯河戰役中戰馬被敵人殺死，但這匹並不是布西發拉斯。
阿利安根據歐奈西克瑞塔斯的來源，記錄布西發拉斯是因年老積勞而死，當時牠已近30歲了，這年齡在今日馬匹中也算相當不錯的。然而，一些其它歷史記錄認為布西發拉斯並不是老死，而是在亞歷山大與印度波羅斯的希達斯皮斯河戰役中戰死。亞歷山大在布西發拉斯死去的地方建造一座以牠名字命名的城市布西發拉，來紀念他的愛馬。布西發拉坐落於希達斯皮斯河岸（今傑赫勒姆河）的傑赫勒姆附近。

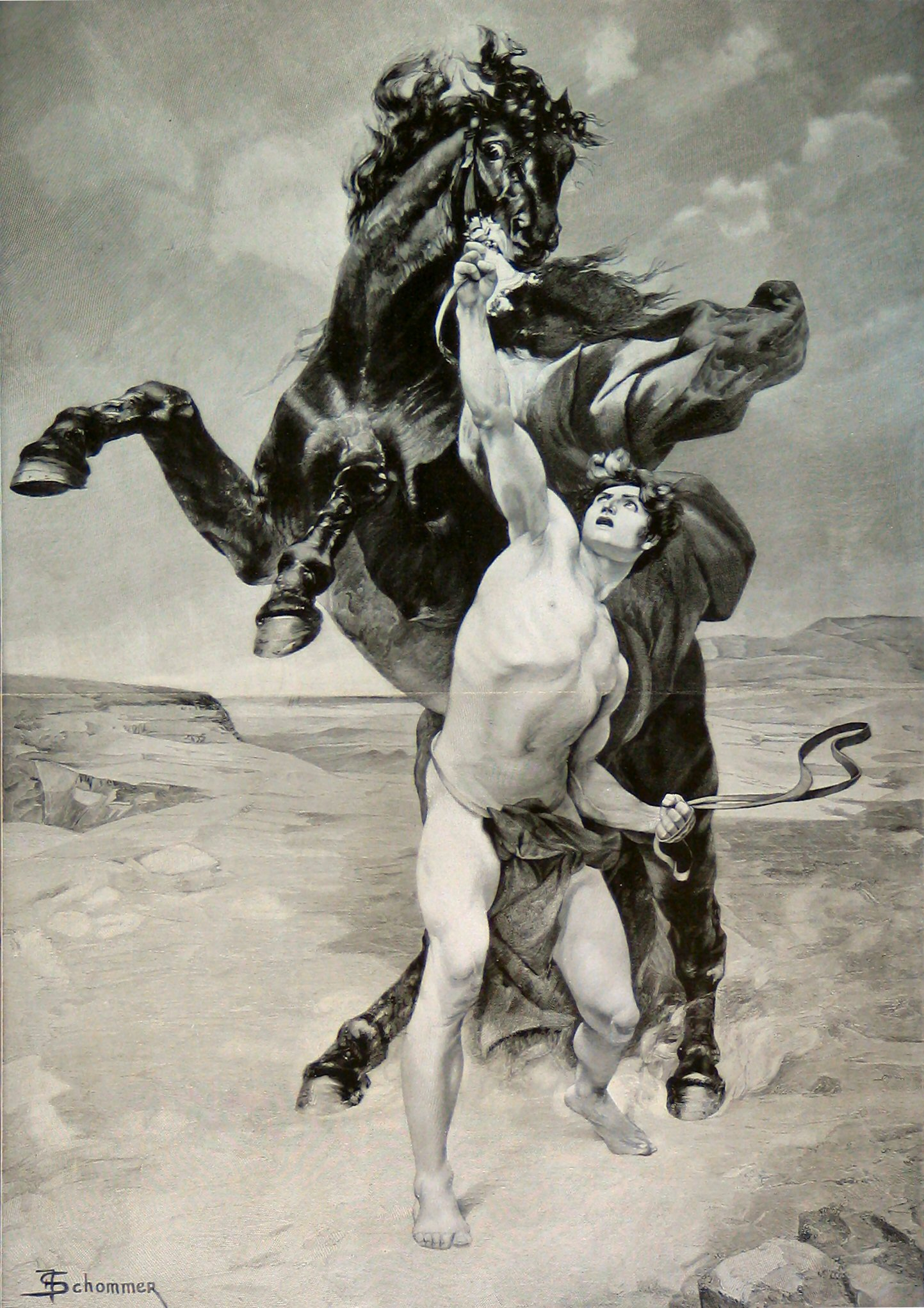
亞歷山大大帝馴服布西發拉斯。

## 文學
在文學亞歷山大傳奇（Alexander Romance）中，布西發拉斯有了一個虛構的來歷，在故事中布西發拉斯在幼馬養育時就被英雄式的對待，對待規格甚至超過飛馬，之後布西發拉斯被作為禮物送給腓力二世和他的王國。布西發拉斯的神話性受到德爾斐神諭進一步確認，神諭告訴腓力，誰能騎上一匹有著牛頭記號的馬匹，誰就能統至整個世界。許多布西發拉斯的傳說故事都跟亞歷山大有所關連，也都幾乎同時產生許多虛構故事，如亞歷山大大帝傳奇中等等。